# Mr. Driller W
Mr. Driller W (ミスタードリラーW, en version originale japonaise) est un jeu vidéo de réflexion développé et édité par Namco Bandai Games sorti en 2009 sur WiiWare.

## Accueil
- IGN : 6,1/10[1]